# گور هوهانیسیان
گور وارطانی هوهانیسیان (اوکراینی: Гор Варданович Оганнесян؛ زادهٔ ۷ اوت ۱۹۹۴) کشتی‌گیر ارمنی‌تبار رشته آزاد اهل اوکراین است که در مجموع در بازی‌های اروپایی برندهٔ ۱ مدال برنز و در جام جهانی انفرادی کشتی ۲۰۲۰ برنده ۱ مدال برنز شده‌است.